# Heracleia Pôntica

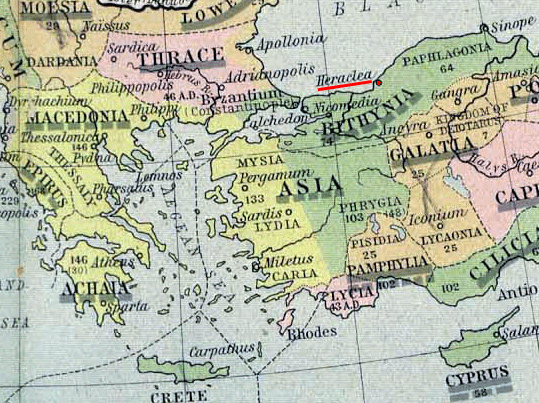
Mapa indicando Heraclea Pontica (sublinhado em vermelho) durante o período de expansão romana ca. 264 a.C.

Heracleia Pôntica (em grego: Ηράκλεια Ποντική; romaniz.: Hērakleia Pontikē; em latim: ; atual Karadeniz Ereğli, na província de Zonguldak, na costa do mar Negro, na Turquia) foi uma antiga cidade na Bitínia, então Ásia Menor, na foz do rio Lico. Ela foi fundada pela cidade-Estado grega de Mégara por volta de 560-558 a.C. e foi batizada em homenagem a Héracles, que os gregos acreditavam que teria entrado no Mundo inferior numa caverna nas redondezas (atual cabo Baba).

## História
Os colonos rapidamente subjugaram os nativos, mas concordaram com termos que impediam que algum deles, então servos, fossem vendidos como escravos fora de sua terra natal. Prósperos por causa das terras ricas e férteis da região e dos pesqueiros marítimos em seu porto natural, Heraclea logo estendeu seu controle por toda a costa, indo até Citoro à leste (Gideros, perto de Cide), acabando por estabelecer suas próprias colônias no mar Negro (Citoro, Calate e Quersoneso). A prosperidade da cidade, já bastante abalada pelos gálatas e pelos bitínios, foi completamente destruída pelas Guerras Mitridáticas. 

## Personagens famosos
Nela nasceu o filósofo Heráclides do Ponto. O historiador e escritor grego Memnon de Heracleia (fl. século I d.C.) escreveu uma história de Heraclea Pontica que tinha pelo menos dezesseis volumes. A obra não chegou até nossos dias, mas a Bibliotheca de Fócio preservou uma versão resumida dos livros 9 a 16, aparentemente os únicos que ainda existiam em seu tempo. Estes livros tratam do reinado do tirano Clearco (ca. 364-353 a.C.) até os anos finais de Júlio César (ca. 40 a.C.) e contém muitos relatos pitorescos, inclusive a primeira incursão dos bárbaros gauleses na Ásia, onde num primeiro momento eles se aliaram com os heraclianos e, depois, se rebelaram violentamente contra eles.